# Þrándarjökull
Þrándarjökull es un glaciar de Islandia situado en la región oriental de Austurland. Está a 20 km al noreste del Vatnajökull, el mayor de la isla. 

## Características
El Þrándarjökull es el glaciar más al oriente de la Islandia. Tiene una altura de 1.236 m s. n. m. y cubre 22 km².